# Giveon
Giveon Dezmann Evans (sinh ngày 21 tháng 2 năm 1995), thường được biết đến với nghệ danh Giveon (cách điệu là GIVĒON), là một ca sĩ R&B người Mỹ. Anh được biết đến nhiều hơn với màn hợp tác cùng Drake trong đĩa đơn năm 2020 của họ, "Chicago Freestyle". Cùng năm đó, Giveon phát hành các EP Take Time và When It's All Said and Done, EP đầu tiên được đề cử giải Grammy cho Album R&B hay nhất và EP thứ hai lọt vào Top 10 trên bảng xếp hạng Top R&B Albums của Hoa Kỳ. Anh cũng đã phát hành "Heartbreak Anniversary", là đĩa đơn thứ hai từ EP Take Time, đã lọt vào Top 40 tại Hoa Kỳ và đạt được chứng nhận Bạch kim bởi RIAA. Năm 2021, Giveon được giới thiệu rộng rãi tới khán giả cùng với Daniel Caesar trong đĩa đơn "Peaches" của Justin Bieber, được xếp hạng ở vị trí số một trên bảng xếp hạng Billboard Global 200 và US Billboard Hot 100. Năm 2022, anh phát hành album phòng thu đầu tay Give or Take.

## Đầu đời
Giveon Dezmann Evans sinh ngày 21 tháng 2 năm 1995 tại Quận Los Angeles, California  (hoặc ở thành phố Long Beach, California). Anh là một trong ba anh em được nuôi dưỡng bởi một bà mẹ đơn thân; anh đã nhận ra niềm đam mê âm nhạc của mình từ khi còn nhỏ khi anh thường hát trong các bữa tiệc sinh nhật. Anh nói rằng mẹ của anh là nguồn cảm hứng đầu tiên của mình vì mẹ anh đã thúc đẩy anh khám phá ra tình yêu âm nhạc thuở ban đầu này, và bảo vệ anh cùng các anh em của mình khỏi áp lực của văn hóa băng đảng và nghèo đói. Anh theo học tại Trường Trung học Bách khoa Long Beach, và tham gia chương trình giáo dục âm nhạc tại Bảo tàng Grammy năm 18 tuổi, nơi anh nhận được nguồn cảm hứng tiếp theo của mình là Frank Sinatra, người có giọng hát truyền cảm hứng cho anh. Sau này Giveon đã đi theo R&B và soul và cũng được truyền cảm hứng rất nhiều từ Drake. Giveon say mê âm nhạc của Barry White và Frank Sinatra thông qua chương trình Học viện ghi âm (Recording Academy), nơi trẻ em được tìm hiểu về lịch sử âm nhạc. ÂM nhạc của Giveon lấy cảm hứng từ nhạc jazz những năm 1960 và muốn hiện đại hóa những gì anh nghe được.

## Sự nghiệp

### 2018–2019: Bắt đầu sự nghiệp
Giveon tự phát hành đĩa đơn đầu tay "Garden Kisses" vào tháng 8 năm 2018. Ngay sau đó, tài năng của anh đã được phát hiện bởi nhà sản xuất thu âm người Canada Sevn Thomas, người đã vô tình nghe được nhạc của anh trong một danh sách phát ngẫu nhiên trên SoundCloud và sau đó đã giúp anh ký hợp đồng với hãng thu âm Not So Fast và Epic Records. Sau khi ký hợp đồng, anh bắt đầu biểu diễn các bài hát của mình tại các lễ hội âm nhạc khác nhau, bao gồm cả "Like I Want You", trước khi thu âm chúng một cách chuyên nghiệp. Vào tháng 11 năm 2019, anh đã phát hành đĩa đơn "Like I Want You" ngay trước khi đóng vai trò là người mở màn cho nữ ca sĩ Snoh Aalegra trong chuyến lưu diễn Ugh, A Mini Tour Again tại Châu Âu và Bắc Mỹ.

### 2020–nay: "Chicago Freestyle" và những EP đầu tiên
Vào năm 2019, Giveon đã có chuyến lưu diễn với Snoh Aalegra, nơi Giveon thường hát một cách tự do (freestyle) vì anh ấy chỉ có hai bài hát vào thời điểm đó. Người quản lý của Giveon đã gửi bài hát freestyle của anh ấy từ Chicago tới Drake. Điều này dẫn tới màn hợp tác của họ trong "Chicago Freestyle", và đó là cách mà đĩa đơn có tên như vậy. Vào tháng 2 năm 2020, "Chicago Freestyle" được tải lên SoundCloud và YouTube. Vào tháng 3 năm 2020, Evans phát hành EP đầu tay của mình, Take Time, do Thomas điều hành sản xuất. EP đã đứng đầu bảng xếp hạng Heatseekers Albums của Billboard, mang về cho Giveon bài hát được xếp hạng đầu tiên của anh ấy. Take Time cũng nhận được sự tán thưởng từ các nhà phê bình âm nhạc đương đại và họ gọi nó là một sự "ngoạn mục". Vào tháng 5 năm 2020, "Chicago Freestyle" đã được phát hành chính thức để phát trực tuyến, cùng với mixtape Dark Lane Demo Tapes của Drake. Bài hát đạt vị trí thứ 14 trên Billboard Hot 100, mang về cho Giveon đĩa đơn đầu tiên lọt vào bảng xếp hạng Billboard. Đĩa đơn này cũng lọt vào top 40 đĩa đơn ở Vương quốc Anh, Canada, New Zealand và Thụy Sĩ. Vào tháng 9 năm 2020, Giveon thông báo phát hành EP thứ hai gồm bốn ca khúc When It's All Said and Done, và phát hành đĩa đơn chính "Stuck on You" ngay sau đó. Sau khi được phát hành vào ngày 2 tháng 10 năm 2020, EP đã đạt vị trí thứ 93 trên bảng xếp hạng Billboard 200. Với sự thành công nhanh chóng của sự ủng hộ đông đảo, các đĩa đơn "Stuck on You" và "Like I Want You" của Giveon bắt đầu lọt vào một số bảng xếp hạng R&B của Billboard vào cuối năm 2020, đĩa đơn sau đó đã nhận được Chứng nhận vàng bởi Hiệp hội Công nghiệp Ghi âm Hoa Kỳ vào tháng 12 2020. Trong thời gian này, Giveon đã giành được đề cử Giải Grammy đầu tiên khi Take Time được đề cử cho Album R&B hay nhất tại Lễ trao giải Grammy 2021. Anh cũng đã có buổi biểu diễn truyền hình đầu tiên trên Jimmy Kimmel Live! với màn biểu diễn "Stuck on You".
Ngày 27 tháng 2 năm 2021, Giveon đã giành được vị trí thứ hai và thứ ba trên bảng xếp hạng Billboard Hot 100 với "Heartbreak Anniversary" và "Like I Want You", lọt vào bảng xếp hạng lần lượt ở vị trí thứ 74 và 95. Vào ngày 12 tháng 3, anh phát hành album tổng hợp When It's All Said and Done. . . Take Time, là một sự kết hợp của hai EP đầu tiên của anh ấy, bao gồm một bài hát mới có tựa đề "All to Me". Chỉ một tuần sau, anh góp mặt trong đĩa đơn "Peaches" của Justin Bieber từ album Justice của Bieber.
Vào ngày 16 tháng 9 năm 2022, Epic Records tiết lộ rằng Giveon đã thu âm một ca khúc cho bộ phim Amsterdam có tựa đề là "Time" do Drake đồng sáng tác.

## Phong cách âm nhạc
Giọng ca của Giveon mang màu sắc của giọng nam trung. Anh lấy cảm hứng từ nhạc jazz từ những năm 1960 và 1970. Frank Sinatra, Frank Ocean, Drake, Adele và Sampha là một trong những nghệ sĩ có tầm ảnh hưởng lớn nhất tới phong cách âm nhạc của anh.

## Đĩa nhạc
Album phòng thu
- Give or Take (2022)

## Lưu diễn
- Timeless Tour (2021) – Chuyến lưu diễn đầu tiên của Giveon, bao gồm 14 buổi diễn khác nhau trải dài khắp Bắc Mỹ.và 1 buổi biểu diễn ở Toronto, Canada, nơi có sự góp mặt của Drake.[34]
- Give or Take Tour (2022) – Bắt đầu vào ngày 22 tháng 8 năm 2022 tại Philadelphia, Pennsylvania và kết thúc vào ngày 21 tháng 10 năm 2022 tại Toronto, Canada. Chuyến lưu diễn được tổ chức ở Bắc Mỹ và các địa điểm của Canada như Montreal và Toronto.[35]

## Giải thưởng và Đề cử
| Tổ chức                           | Năm  | Thể loại | Tác phẩm được đề cử | Kết quả | Ref. |
| --------------------------------- | ---- | --- | --- | ------- | ---- |
| Giải thưởng hàn lâm Oscar         | 2023 | Bài hát gốc hay nhất | style="background: #f0e68c; color: black; vertical-align: middle; text-align: center; " class="table-no2"\|Lọt vào danh sách                                           | [ 36 ]  |      |
| Giải thưởng âm nhạc Mỹ            | 2022 | Nam nghệ sĩ R&B được yêu thích nhất | Giveon\| style="background: #FDD; color: black; vertical-align: middle; text-align: center; " class="no table-no2"\|Đề cử                                              | [ 37 ]  |      |
| BET Awards                        | 2021 | style="background: #FDD; color: black; vertical-align: middle; text-align: center; " class="no table-no2"\|Đề cử                                       | Giveon\| style="background: #FDD; color: black; vertical-align: middle; text-align: center; " class="no table-no2"\|Đề cử                                              | [ 38 ]  |      |
| BET Awards                        | 2021 | Đoạt giải | Giveon\| style="background: #FDD; color: black; vertical-align: middle; text-align: center; " class="no table-no2"\|Đề cử                                              | [ 38 ]  |      |
| Giải thưởng Grammy                | 2021 | Album R&B hay nhất | style="background: #FDD; color: black; vertical-align: middle; text-align: center; " class="no table-no2"\|Đề cử                                                       | [ 24 ]  |      |
| Giải thưởng Grammy                | 2022 | Album của năm | Justice (với tư cách là nghệ sĩ và nhạc sĩ nổi bật)\| style="background: #FDD; color: black; vertical-align: middle; text-align: center; " class="no table-no2"\|Đề cử | [ 39 ]  |      |
| Giải thưởng Grammy                | 2022 | Kỷ lục của năm | "Peaches" (với Justin Bieber & Daniel Caesar) \| style="background: #FDD; color: black; vertical-align: middle; text-align: center; " class="no table-no2"\|Đề cử      | [ 39 ]  |      |
| Giải thưởng Grammy                | 2022 | Bài hát của năm \| style="background: #FDD; color: black; vertical-align: middle; text-align: center; " class="no table-no2"\|Đề cử                    | "Peaches" (với Justin Bieber & Daniel Caesar) \| style="background: #FDD; color: black; vertical-align: middle; text-align: center; " class="no table-no2"\|Đề cử      | [ 39 ]  |      |
| Giải thưởng Grammy                | 2022 | style="background: #FDD; color: black; vertical-align: middle; text-align: center; " class="no table-no2"\|Đề cử                                       | "Peaches" (với Justin Bieber & Daniel Caesar) \| style="background: #FDD; color: black; vertical-align: middle; text-align: center; " class="no table-no2"\|Đề cử      | [ 39 ]  |      |
| Giải thưởng Grammy                | 2022 | Video âm nhạc hay nhất \| style="background: #FDD; color: black; vertical-align: middle; text-align: center; " class="no table-no2"\|Đề cử             | "Peaches" (với Justin Bieber & Daniel Caesar) \| style="background: #FDD; color: black; vertical-align: middle; text-align: center; " class="no table-no2"\|Đề cử      | [ 39 ]  |      |
| Giải thưởng Grammy                | 2022 | Ca khúc R&B hay nhất | style="background: #FDD; color: black; vertical-align: middle; text-align: center; " class="no table-no2"\|Đề cử                                                       | [ 39 ]  |      |
| Giải thưởng video âm nhạc của MTV | 2021 | Nghệ sĩ mới xuất sắc nhất | style="background: #FDD; color: black; vertical-align: middle; text-align: center; " class="no table-no2"\|Đề cử                                                       | [ 40 ]  |      |
| Giải thưởng video âm nhạc của MTV | 2021 | Màn hợp tác hay nhất | " Peaches " (với Justin Bieber & Daniel Caesar) \| style="background: #FDD; color: black; vertical-align: middle; text-align: center; " class="no table-no2"\|Đề cử    | [ 40 ]  |      |
| Giải thưởng video âm nhạc của MTV | 2021 | Ca khúc nhạc Pop hay nhất \| style="background: #99FF99; color: black; vertical-align: middle; text-align: center; " class="yes table-yes2"\|Đoạt giải | " Peaches " (với Justin Bieber & Daniel Caesar) \| style="background: #FDD; color: black; vertical-align: middle; text-align: center; " class="no table-no2"\|Đề cử    | [ 40 ]  |      |
| Giải thưởng video âm nhạc của MTV | 2021 | style="background: #FDD; color: black; vertical-align: middle; text-align: center; " class="no table-no2"\|Đề cử                                       | " Peaches " (với Justin Bieber & Daniel Caesar) \| style="background: #FDD; color: black; vertical-align: middle; text-align: center; " class="no table-no2"\|Đề cử    | [ 40 ]  |      |
| Giải thưởng video âm nhạc của MTV | 2021 | Bài hát của mùa hè\| style="background: #FDD; color: black; vertical-align: middle; text-align: center; " class="no table-no2"\|Đề cử                  | " Peaches " (với Justin Bieber & Daniel Caesar) \| style="background: #FDD; color: black; vertical-align: middle; text-align: center; " class="no table-no2"\|Đề cử    | [ 41 ]  |      |
| Giải thưởng video âm nhạc của MTV | 2021 | Bài hát của mùa hè\| style="background: #FDD; color: black; vertical-align: middle; text-align: center; " class="no table-no2"\|Đề cử                  | "Heartbreak Anniversary" \| style="background: #FDD; color: black; vertical-align: middle; text-align: center; " class="no table-no2"\|Đề cử                           | [ 41 ]  |      |
| Giải thưởng video âm nhạc của MTV | 2021 | style="background: #FDD; color: black; vertical-align: middle; text-align: center; " class="no table-no2"\|Đề cử                                       | [ 42 ] |         |      |
| Giải thưởng NAACP                 | 2021 | Nghệ sĩ mới xuất sắc | style="background: #FDD; color: black; vertical-align: middle; text-align: center; " class="no table-no2"\|Đề cử                                                       | [ 43 ]  |      |
| Giải thưởng NAACP                 | 2022 | Nam nghệ sĩ xuất sắc | style="background: #FDD; color: black; vertical-align: middle; text-align: center; " class="no table-no2"\|Đề cử                                                       | [ 44 ]  |      |
| Giải thưởng NAACP                 | 2022 | Album xuất sắc | style="background: #FDD; color: black; vertical-align: middle; text-align: center; " class="no table-no2"\|Đề cử                                                       | [ 44 ]  |      |
| Giải thưởng âm nhạc iHeartRadio   | 2022 | Nghệ sĩ R&B mới xuất sắc nhất | Giveon\| style="background: #99FF99; color: black; vertical-align: middle; text-align: center; " class="yes table-yes2"\|Đoạt giải                                     | [ 45 ]  |      |
| Giải thưởng âm nhạc iHeartRadio   | 2022 | style="background: #FDD; color: black; vertical-align: middle; text-align: center; " class="no table-no2"\|Đề cử                                       | Giveon\| style="background: #99FF99; color: black; vertical-align: middle; text-align: center; " class="yes table-yes2"\|Đoạt giải                                     | [ 45 ]  |      |
| Giải thưởng âm nhạc iHeartRadio   | 2022 | style="background: #FDD; color: black; vertical-align: middle; text-align: center; " class="no table-no2"\|Đề cử                                       | Giveon\| style="background: #99FF99; color: black; vertical-align: middle; text-align: center; " class="yes table-yes2"\|Đoạt giải                                     | [ 45 ]  |      |
| Giải thưởng âm nhạc iHeartRadio   | 2022 | Bài hát của năm | "Peaches" (feat. Daniel Caesar và Giveon) \|style="background: #FDD; color: black; vertical-align: middle; text-align: center; " class="no table-no2"\|Đề cử           | [ 45 ]  |      |
| Giải thưởng âm nhạc iHeartRadio   | 2022 | style="background: #FDD; color: black; vertical-align: middle; text-align: center; " class="no table-no2"\|Đề cử                                       | "Peaches" (feat. Daniel Caesar và Giveon) \|style="background: #FDD; color: black; vertical-align: middle; text-align: center; " class="no table-no2"\|Đề cử           | [ 45 ]  |      |
| Giải thưởng âm nhạc iHeartRadio   | 2022 | style="background: #FDD; color: black; vertical-align: middle; text-align: center; " class="no table-no2"\|Đề cử                                       | "Peaches" (feat. Daniel Caesar và Giveon) \|style="background: #FDD; color: black; vertical-align: middle; text-align: center; " class="no table-no2"\|Đề cử           | [ 45 ]  |      |
| Giải thưởng âm nhạc iHeartRadio   | 2022 | Ca khúc R&B của năm | style="background: #FDD; color: black; vertical-align: middle; text-align: center; " class="no table-no2"\|Đề cử                                                       | [ 45 ]  |      |